# Angers-Nantes Opéra
 (février 2019).
Angers-Nantes Opéra a été créé en janvier 2003 par les villes d'Angers et de Nantes, qui se sont associées au sein d'un syndicat mixte.

## Présentation générale
Angers-Nantes Opéra a pour mission de produire et de créer des opéras. L'administration est partagée entre les deux villes, chacune d'elles accueillant les représentations lyriques dans des salles distinctes.
À Angers les représentations se déroulent au Grand Théâtre, à l'auditorium du centre de congrès, au Quai et à la cathédrale Saint-Maurice d'Angers. À Nantes elles se déroulent au théâtre Graslin, à la cité internationale des congrès, au Grand T.

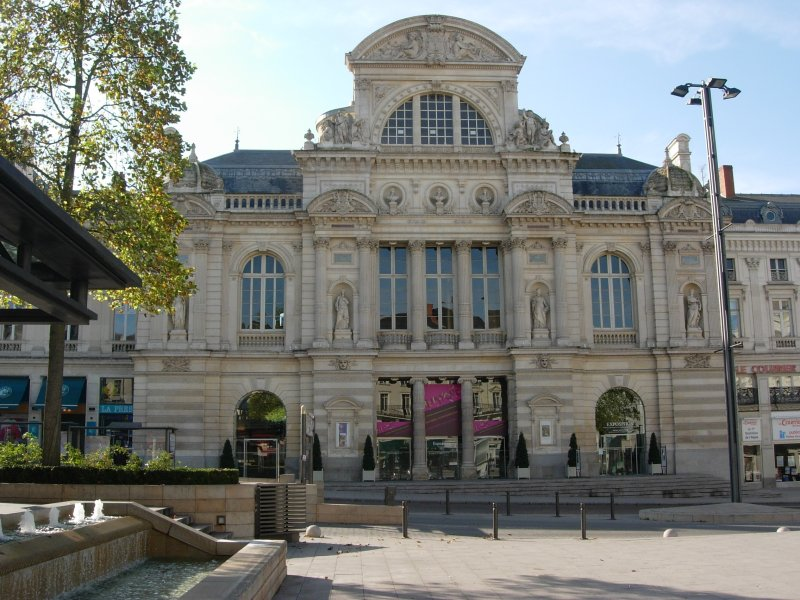
Le Grand Théâtre d'Angers.
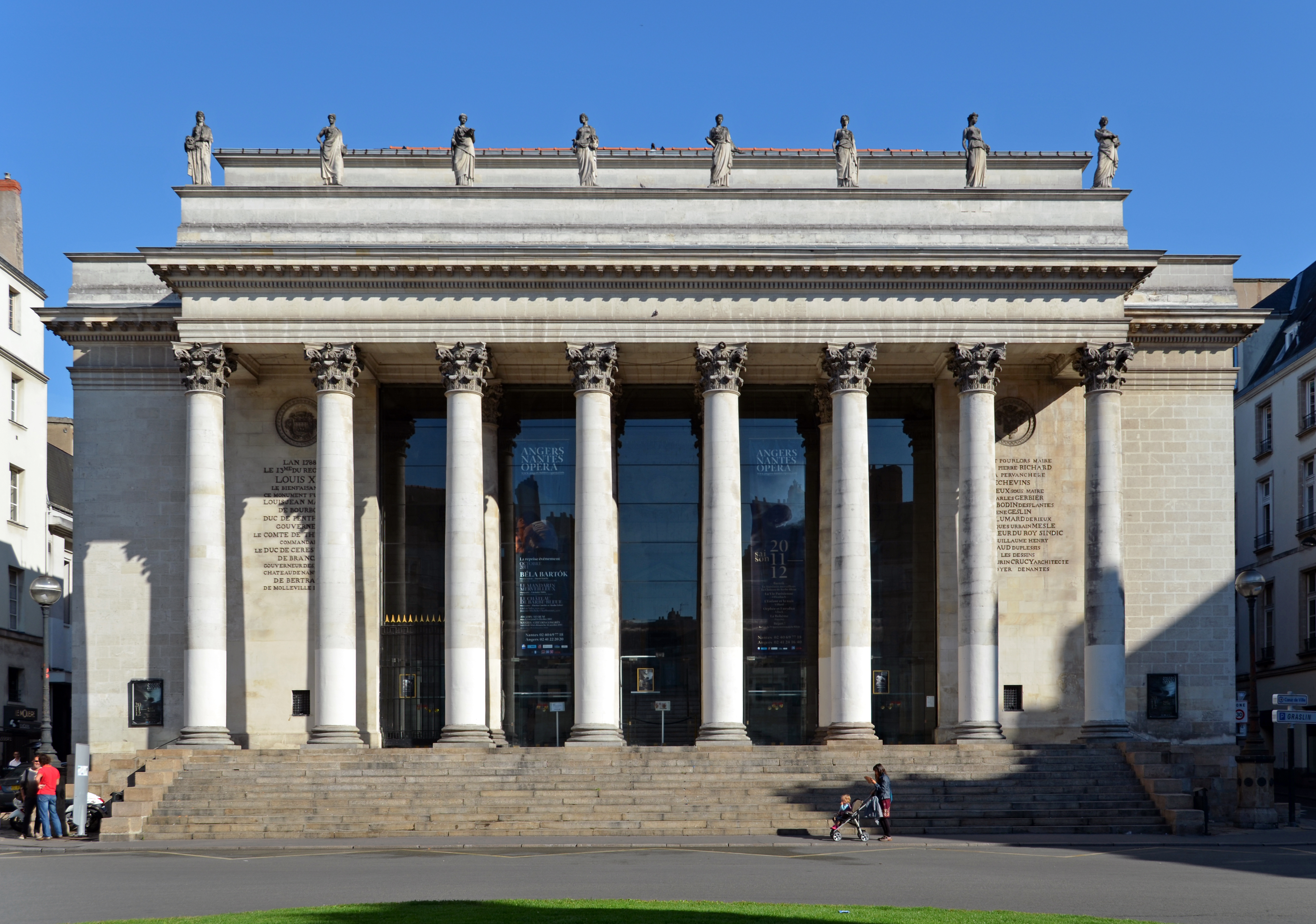
Le théâtre Graslin de Nantes.

## Fonctionnement

### Direction administrative
Son administration se partage entre la ville d'Angers (Maison des Arts, 26 avenue Montaigne) et la ville de Nantes (Théâtre Graslin, 1 rue Molière).

### Syndicat mixte
Le syndicat mixte « Angers-Nantes Opéra » est dirigé par :
- un président, adjoint de la culture de la ville d'Angers ;
- un vice-président, adjoint de la ville de Nantes ;
- des membres issus des municipalités d'Angers et de Nantes ;
- le président de l'orchestre national des Pays de la Loire et vice-président du conseil régional des Pays de la Loire.

### Financement
Angers-Nantes Opéra est financé par la Communauté d'agglomération d'Angers Loire Métropole, Nantes métropole, le conseil général de Maine-et-Loire, le conseil général de la Loire-Atlantique, le conseil régional des Pays de la Loire, et le ministère de la Culture (DRAC des Pays de la Loire).
Originellement, la ville de Nantes et la ville d'Angers, étaient membre du syndicat. La compétence a été transférée des villes aux métropoles en 2015 pour Nantes et en 2022 pour Angers.

### Partenaires
Les partenaires de la formation :
- l'Orchestre national des Pays de la Loire qui sert régulièrement le programme lyrique (inversement, le chœur d'Angers-Nantes Opéra prête son concours à l'ONPL à l'occasion de différents concerts) ;
- le Grand Théâtre (Angers) et Le Quai[5], qui sont les lieux d’accueil des représentations lyriques angevines[6] ;
- l'Opéra de Rennes et l'Orchestre symphonique de Bretagne qui, à l'occasion de cette saison 2018-2019, sont devenus des partenaires d'une politique commune entre Nantes, Angers et Rennes.
- le Club Graslin-Opéra ;
- Baroque en scène ;
- la Soufflerie (Rezé) ;
- la Cité de Nantes ;
- le Centre chorégraphique national de Nantes
- France Musique ;
- France Bleu Loire Océan ;
- Ouest-France.

## Direction musicale
Alain Surrans a pris en janvier 2018 ses fonctions de directeur général d’Angers Nantes Opéra.